# Kärkölä
Kärkölä è un comune finlandese di 4198 abitanti, situato nella regione del Päijät-Häme.